# Dalmellington
Dalmellington är en ort i Storbritannien.   Den ligger i kommunen East Ayrshire och riksdelen Skottland, i den centrala delen av landet, 500 km nordväst om huvudstaden London. Dalmellington ligger 170 meter över havet och antalet invånare är 1 407.
Terrängen runt Dalmellington är huvudsakligen kuperad, men åt nordost är den platt. Dalmellington ligger nere i en dal. Runt Dalmellington är det mycket glesbefolkat, med 7 invånare per kvadratkilometer. Närmaste större samhälle är Cumnock, 16,8 km nordost om Dalmellington. I omgivningarna runt Dalmellington växer i huvudsak blandskog.